# Egeres
Egeres (románul Aghireș, németül Erldorf) település Romániában Kolozs megyében, az azonos nevű község központja.

## Fekvése
Kolozsvártól 32 km-re északnyugatra a Nádas bal partján fekszik.

## Története
A község határában, Kaproncavölgyben, római kori régészeti leleteket tártak fel.
A település 1263-ban már mezőváros. Várkastélyát 1570-ben Bocskai György építtette. Templomában temették el 1573-ban Bocskai István erdélyi fejedelem Gábor nevű bátyját.
1910-ben 1374, többségben román lakosa volt, jelentős magyar kisebbséggel. A trianoni békeszerződésig Kolozs vármegye Nádasmenti járásához tartozott. 1992-ben társközségeivel együtt 7120 lakosából 3934 román, 2908 magyar, 272 cigány, 4 ukrán és 2 német volt.
1944 október 21-én Maniu-gárda vérengzése következtében „Egeresben olyan antifasisztákat lőttek agyon, akik a visszavonuló németekkel szemben fegyverrel védték meg a villanyfejlesztő központot" írta Csatári Dániel. 13 ember vesztette életét.

## Látnivalók[4]
- 15. századi református templomában Bocskai István Gábor nevű bátyjának síremléke látható 1573-ból.[5]
- A Kalotaszegi várak egyike, Egeres vára, a Bocskai várkastély ma romos állapotban van, falai helyenként emeletnyi magasságban állnak.
- 1780-ban épült Szent Mihály és Gábriel fatemplom, melyet 1931-ben szállítottak át Magyarvalkóról.

## Ismert emberek
- Itt született 1947. október 20-án Miklósi-Sikes Csaba népművelő, újságíró, helytörténész, muzeológus.

## Testvérvárosok
Nagyvenyim, Magyarország